# Pozsonyi Színművészeti Főiskola
A Pozsonyi Színművészeti Főiskola (szlovákul: Vysoká škola múzických umení v Bratislave) pozsonyi központú nyilvános főiskola Szlovákiában. A rektori hivatal az egykori Academia Istropolitana épületében működik, a főiskola jelenlegi rektora Mária Heinzová.
A főiskolát 1949-ben alapították, a Szlovák Zenei és Színművészeti Akadémia (Hudobná a dramatická akadémia pre Slovensko) munkájára épített. A főiskola zenei és színművészeti szakon indított képzést, a két szakiránynak 1953-tól van saját kara. Habár a főiskola létrehozásánál filmművészeti szakot is terveztek, az önállóan csak 1990 óta működik. Ma szín-, bábszín-, zene-, tánc- és filmművészeti, illetve televíziós képzést kínál.

## Karok
- Színművészeti Kar (Divadelná fakulta)
- Zene- és Táncművészeti Kar (Hudobná a tanečná fakulta)
- Filmművészeti és Televíziós Kar (Filmová a televízna fakulta)

## Híres hallgatók
- Jozef Adamovič – színész, rendező
- Bárdos Judit – színész
- Peter Bebjak – filmszínész, rendező, producer, forgatókönyvíró
- Miroslav Beblavý – politikus, közgazdász, író
- Beke Sándor – rendező
- Andrej Bičan – műsorvezető, színész
- Barbora Bobuľová – filmszínész
- Stano Dančiak – színész
- Dér Denisa – színész
- Michal Dočolomanský – színész, énekes, műsorvezető
- Dósa Zsuzsa – színész
- Dráfi Mátyás – színész, színigazgató
- Fabó Tibor – színész, színigazgató
- Gál Tamás – színész, rendező, színigazgató
- Galán Géza – színész, rendező
- Marián Geišberg – színész, énekes, író, humorista
- Edita Gruberová – operaénekes
- Andrej Hryc – színész
- Kanócz Zsuzsa – színész
- Kassai Csongor – színész
- Adriana Krúpová – színész
- Adriana Kučerová – operaénekes
- Juraj Kukura – színész
- Marián Labuda – színész
- Milan Lasica – humorista, színész, író, rendező
- Lukáš Latinák – színész
- Mokos Attila – színész
- Nagy András – színész
- Kamil Peteraj – költő, dramaturg, forgatókönyvíró
- Silvia Petöová – színész
- Karol Polák – sportkommentátor
- Monika Potokárová – színész
- Rák Viktória – színész
- Reiter Zoltán – színész
- Veronika Remišová – politikus
- Alexandra Salmela – író
- Július Satinský – színész, író
- Stubendek Katalin – színész
- Tóbiás Szidi – színész, énekes
- Tóth Károly – színész
- Dežo Ursiny – rockzenész, zeneszerző, énekes
- Varga Szilvia – színész

## Híres oktatók
- Andrej Bagar – színész, rendező, a főiskola rektora 1950 és 1962 között[2]
- Juraj Beneš – zeneszerző
- Štefan Bučko – színész
- Dušan Dušek – prózaíró, forgatókönyvíró
- Ladislav Chudík – színész
- Frico Kafenda – zeneszerző, pedagógus
- Dezider Kardoš – zeneszerző
- Milan Kňažko – színész, politikus, 1990-ben a Színművészeti Kar dékánja
- Martin Šulík – filmrendező, forgatókönyvíró
- Thirring Viola – színész, színészpedagógus
- Bohdan Warchal – hegedűművész, karmester